# Вашингтонский каталог визуально-двойных звёзд
Вашингтонский каталог визуально-двойных звёзд (англ. Washington Double Star Catalog, WDS) — каталог двойных звёзд, который в настоящее время поддерживается Военно-морской обсерваторией США. В каталоге представлены положения, видимые величины, собственные движения и спектральные классы 115 769 пар двойных звёзд (по состоянию на январь 2012 года). Каталог также включает в себя информацию о кратных звёздных системах. В общем случае, звезды с несколькими компонентами N будут представлены в каталоге записями для N-1 пар звёзд.
Она включает в себя все двойные звезды, которые были каталогизированы и чьи параметры были измерены сотнями наблюдателями в течение более двух веков. На каждого из них в каталоге имеется ссылка, записываемая сокращения из нескольких заглавных букв, некоторые из которых приведены ниже:
| Сокр.           | Имя (англ.)                | Имя (рус.)            | Годы работы над собственным каталогом |
| --------------- | -------------------------- | --------------------- | ------------------------------------- |
| HJ              | John Herschel              | Дж. Гершель           | 1820-1840                             |
| STF, STFA, STFB | Friedrich Wilhelm Struve   | В. Я. Струве          | 1830-1850                             |
| STT, STTA       | Otto Wilhelm Struve        | О. В. Струве          | 1840-1860                             |
| H1 … H6, HN     | William Herschel           | У. Гершель            | 1790-1815                             |
| S               | James South                | Дж. Саут              | 1820-…                                |
| SHJ             | John Herschel, James South | Дж. Гершель, Дж. Саут |                                       |
| DUN             | James Dunlop               | Дж. Данлоп            | 1830-…                                |
| BU, BUP         | Sherburne Burnham          | Ш. Бёрнхем            | 1870-1900                             |
| ES              | T. E. Espin                | Т. Эспин              | 1900-1920                             |
| J               | Robert Jonckheere          |                       | 1910-1915                             |
| A               | Robert Grant Aitken        | Р.Эйткен              | 1900-1930                             |
| HU              | W. J. Hussey               | У.Хасси               | 1900-1930                             |
| B               | Willem van den Bos         | В. Х. ван ден Бос     | 1920-1960                             |
| SEE             | T. J. See                  | Си, Т. Д.             | 1866-1962                             |

Пример записи в каталоге WDS для Беты Дельфина
| Название | Год  | Количество измерений | Позиционный угол | Угловое расстояние | Светимость 1го компонента | Светимость 2го компонента | Спектральный класс | Идентификатор первооткрывателя |
| AB       | 1873 | много                |                  |                    | 4,1                       | 4,8                       | F5IV               | BU 151                         |
| AB-C     | 1878 | 26                   | 116°             | 27,7               | -                         | 13,1                      | -                  | HJ 5545                        |
| AB-C     | 1961 | 26                   | 126°             | 18,7               | -                         | 13,1                      | -                  | HJ 5545                        |
| AB-D     | 1829 | 34                   | 344°             | 32,5               | -                         | 11                        | -                  | STF2704                        |
| AB-D     | 1961 | 34                   | 323°             | 42,4               | -                         | 11                        | -                  | STF2704                        |
| AB-E     | 1922 | 2                    | 270°             | 102,7              | -                         | -                         | -                  | LBZ                            |
| AB-E     | 1960 | 2                    | 271°             | 106,5              | -                         | -                         | -                  | LBZ                            |

Цифры после кода первооткрывателя указывают номер конкретной записи в их каталогах.
База данных, используемая для построения WDS, возникла в Ликской обсерватории, в которой был создан индекс-каталог визуально-двойных звёзд (Index Catalogue of Visual Double Stars, IDS), опубликованный в 1963 году. В 1965 году по инициативе Чарльза Уорли (Charles Worley), этот проект был переведён в Военно-морскую обсерваторию. С тех пор он был дополнен большим числом измерений из каталогов Hipparcos и Tycho, спекл-интерферометрических измерений, и других источников. Первая версия каталога содержала 73 610 двойных пар. Более полная версия, появившаяся в 1996 году содержала уже данные о 78 100 двойных, открытых до 1995 года.
Большое количество звёзд в WDS помечены как «неподтверждённые» (neglected). В эту категорию включаются системы, которые не были разрешены в течение многих лет (двадцать и более). Причины такой ситуации разнообразны: плохо измеренные координаты или большое собственное движение (поэтому такие системы «потеряли»), ошибочные величины измерений и/или оценки погрешностей или мало наблюдений. В то время как достоверность двойственности некоторых из этих систем, безусловно, не подтверждена, многие (если не большинство) из них являются всё же двойными звёздами. Исключение звёзд из каталога также является важной частью работы авторов.
Измерения параметров двойных звёзд в WDS были собраны, обобщены, и уточняются с начала 1960-х годов. В каталог включены координаты на эпоху J2000.0, код первооткрывателя, обозначения компонент, эпоха первого и последнего измерения, количество измерений, первое и последнее измерение позиционного угла (θ) в градусах, первое и последнее измеренное угловое расстояние (ρ) в угловых секундах, спектральный тип первичного и вторичного, одного или обоих компонентов (если известно), собственное движение (RA и Dec) главного и вторичного компонента в миллисекундах дуги в год, номер объекта в каталоге Генри Дрейпера. номер объекта в боннском обозрении со склонением от +89 до −22 включительно, номер объекта в кордобском обозрении со склонением от −23 до −51 включительно и номер объекта в кейпском обозрении со склонением от −51 до −89 включительно. WDS не является фотометрическим или спектрографическим каталогом, но в то же время каталогизаторы стремятся обеспечить самые точные значения для этих параметров, но они не считаются окончательными.